# Gouvernance locale au Nouveau-Brunswick
 (1er janvier 2023).

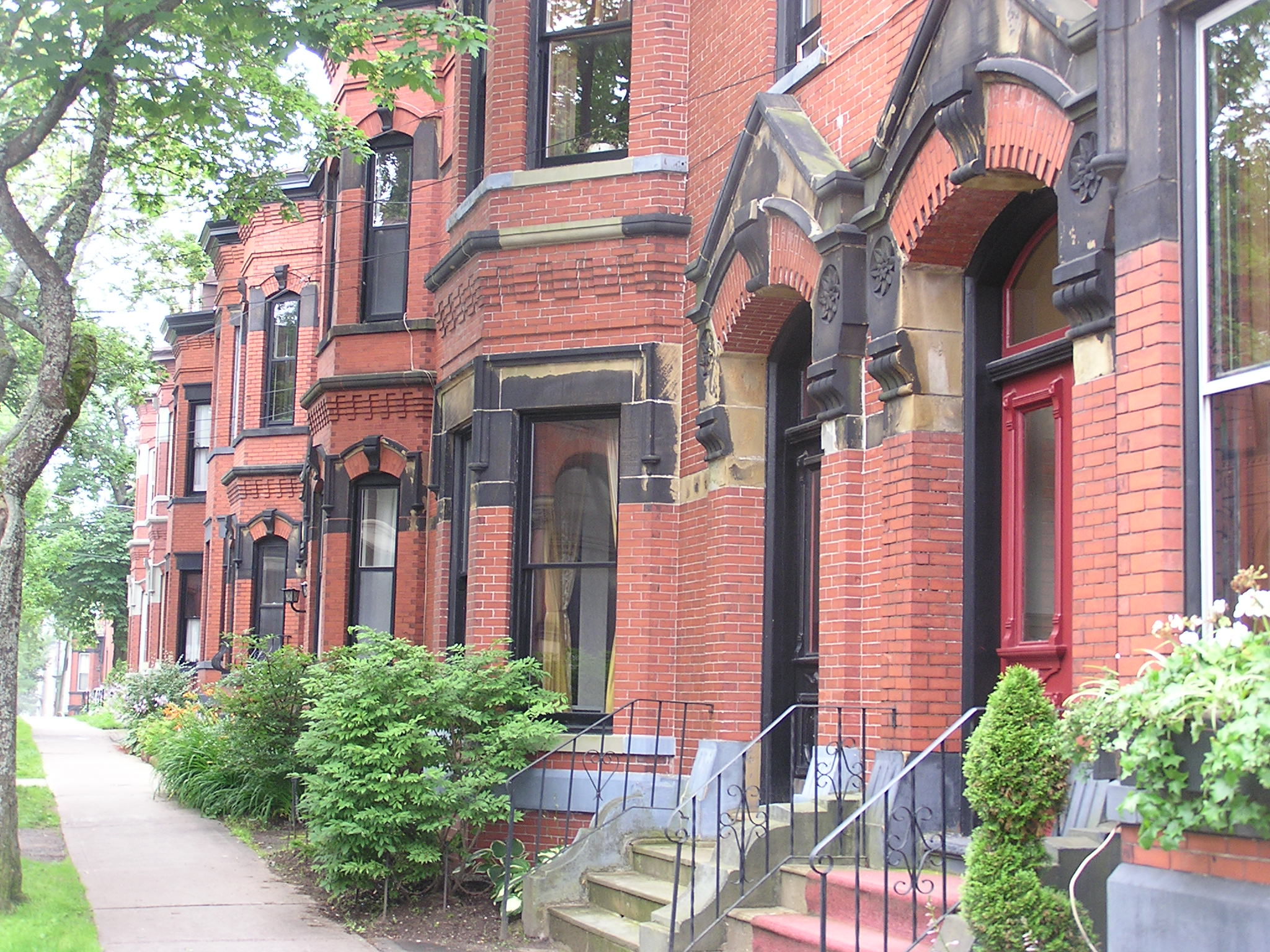
Saint-Jean, fondée en 1631 et constituée en 1785, est la plus ancienne municipalité canadienne.

La gouvernance locale au Nouveau-Brunswick constitue l'ensemble des règles qui régissent l'organisation et l'administration territoriale de la province du Nouveau-Brunswick, au Canada. Celle-ci est du ressort du gouvernement du Nouveau-Brunswick, qui veille à son administration par le biais de la Loi sur la gouvernance locale. 
Au nombre de 77 en date du 1er janvier 2023, les gouvernements locaux sont divisés en trois catégories : les communautés rurales, les municipalités régionales et les municipalités, qui ensemble ne représentent que 8 % de la superficie de la province. Ces dernières sont également subdivisées en trois catégories : les villages, les villes et les cités. Quant au reste du territoire provincial, celui-ci est constitué de 12 districts ruraux et de 24 réserves indiennes, qui ne sont pas à proprement parler des gouvernements locaux et dont l'administration repose principalement sur le gouvernement provincial dans le premier cas et sur des conseils de bande dans le deuxième cas.

## Types de gouvernements locaux

Carte des gouvernements locaux du Nouveau-Brunswick (sans les réserves indiennes).

Selon la répartition des compétences dans la fédération canadienne, les municipalités sont de responsabilité provinciale. Elles sont organisées selon la Loi sur la gouvernance locale, qui est appliquée par le ministère de l'Environnement et des Gouvernements locaux du Nouveau-Brunswick.

### Communautés rurales
Le Nouveau-Brunswick comporte huit communautés rurales, dont le nombre a augmenté de quatre depuis 2011, après l'incorporation de Kedgwick (2012), Cocagne et Hanwell (2014) et Haut-Madawaska (2017). Ces huit communautés rurales cumulent une population de 23 265 personnes d'après le recensement de 2016. Les plus et moins populeuses communautés rurales sont respectivement Beaubassin-Est (6 376 habitants) et Saint-André (772 habitants). Les communautés rurales sont responsables de quelques services locaux, incluant l'administration, la planification communautaire et les mesures d'urgences. La province s'occupe de desservir les communautés en matière de collectes des déchets et des services de loisirs, sauf si les communautés décident de s'en occuper. Les communautés rurales incluant une ancienne ville ou village sont une exception, chargé de s'occuper de tous les services précédemment fournis par celle-ci.

### Municipalités régionales
La province ne compte en fait une seule municipalité régionale, soit celle de Tracadie, incorporée le 12 mai 2014 et formée par la fusion des anciennes villes de Tracadie-Sheila, de 18 districts de services locaux et de parties de 2 autres districts de services locaux. Une municipalité régionale doit avoir une population supérieure à 15 000 habitants et une communauté regroupant au moins une municipalité. Un conseil local est élu et s'occupe de l'administration locale, de la planification, des services de mesures d'urgences et de tout service précédemment offert par une ancienne municipalité dans le territoire de la municipalité régionale. La province du Nouveau-Brunswick s'assure de la protection policière et des services de voirie, sauf si la municipalité régionale décide d'assumer ces responsabilités.

### Municipalités

#### Cités
Le lieutenant-gouverneur en conseil peut incorporer une ville en cité (de l'anglais city) d'après la Loi sur la gouvernance locale si la population de celle-ci atteint au moins 10 000 résidents. Les cités existant déjà au 1er janvier 1967 continuent d'exister en tant que cité même si la population diminue. Le Nouveau-Brunswick comporte 8 cités qui cumulent une population de 275 965 d'après le recensement de 2016. Moncton est la cité la plus populeuse avec 71 889 habitants et Saint-Jean la plus vaste avec 315,96 km2 (121,99 miles carrés). Campbellton est la plus petite cité par sa population de 6 883 habitants et son territoire de 18,58 km2 (7,17 miles carrés).

#### Villes
Le lieutenant-gouverneur en conseil peut incorporer un village en ville d'après la Loi sur la gouvernance locale si la population de celle-ci atteint au moins 1 500 résidents et qu'elle fournit un degré de services considéré approprié par le ministère de l'Environnement et des Gouvernements locaux. Les villes existant déjà au 1er janvier 1967 continuent d'exister en tant que cité même si la population diminue. Le Nouveau-Brunswick comporte 26 villes et cumule une population de 128 746 d'après le recensement de 2016. La plus grande ville du Nouveau-Brunswick en population est Riverview avec une population de 19 667 résidents, alors que Sackville est la ville la plus importante en superficie au Nouveau-Brunswick, avec ses 74,17 km2 (28,64 miles carrés). La moins populeuse ville est Nackawic avec 941 résidents, alors que Saint-Quentin est la moins vaste avec 4,24 km2 (1,64 mile carré).

#### Villages
Le Nouveau-Brunswick comporte 61 villages et cumule une population de 70 813 d'après le recensement de 2016. Le village le plus populeux est Memramcook, avec 4 778 habitants, alors que le village occupant la plus grande superficie est Belledune avec 189,47 km2 (73,15 miles carrés). Le plus petit village par sa population est Meductic avec 173 résidents, alors que celui par son territoire est Bath avec 2,00 km2 (0,77 mile carré).

## Cadre de gouvernance locale
La nouvelle réforme municipale, entrée en vigueur le 1er janvier 2023, fait passer le nombre de gouvernements locaux à 77 au lieu de 105 et supprime les 238 districts de services locaux pour les remplacer par 12 districts ruraux. Les réserves indiennes de la province, de compétence fédérale, ne sont pas affectées par la réforme.

## Ancien cadre de gouvernance locale
Une proportion de 62,5 % de la population du Nouveau-Brunswick réside dans les 105 gouvernements locaux (municipalités, municipalité régionale et communautés rurales) de la province. Ceux-ci représentent seulement 7,6 % de la superficie de la province. Le reste de la population réside dans des districts de services locaux (DSL) et des réserves indiennes, qui ne constituent pas des gouvernements locaux au sens de la loi. Les DSL sont surtout constitués de terres de la Couronne, tout en comptant le tiers de la population.
En date du mois de juillet 2014, les gouvernements locaux du Nouveau-Brunswick se détaillent comme suit :
- 8 cités (Bathurst, Campbellton, Dieppe, Edmundston, Fredericton, Miramichi, Moncton et Saint-Jean) ;
- 1 municipalité régionale (Grand Tracadie-Sheila)
- 26 villes ;
- 62 villages ;
- 8 communautés rurales (Beaubassin-Est, Campobello, Cocagne, Hanwell, Kedgwick, Saint-André et Upper Miramichi).

Il y avait aussi:
- 238 districts de services locaux (DSL)[7].
- 20 réserves indiennes[8],[9].

Une communauté rurale peut être formée à partir d'au moins deux DSL adjacents ou de DSL et municipalités adjacentes, s'il y a environ 2 000 habitants et une assiette fiscale de 100 millions de dollars. Un village peut être constitué en ville s'il compte au moins 1 500 habitants et que les services offerts sont jugés suffisants. Une ville peut être constituée en cité si elle compte plus de 10 000 habitants. Une municipalité peut être formée dans le territoire d'une autre municipalité, fusionnée à une autre, être réduite en superficie ou en annexer une autre. Un village peut être dissous. Toutes ces actions nécessitent une décision du ministre des Gouvernements locaux ou de l'Assemblée législative, sauf pour la constitution d'une communauté rurale, où l'appui de la population lors d'un plébiscite est nécessaire.
Les gouvernements locaux sont principalement régis par la Loi sur les municipalités du Nouveau-Brunswick, qui est restée essentiellement la même depuis 1966. Les différents types de municipalités sont semblables dans leur fonctionnement, mais les villages et communautés rurales ont moins d'obligations quant au nombre de services à offrir. D'après la loi sur les langues officielles, toute municipalité dont la population de langue officielle minoritaire atteint au moins 20 % de la population totale est tenue d’adopter et de publier ses arrêtés dans les deux langues officielles. Les cités doivent obligatoirement offrir des services bilingues.
Les DSL ne sont pas des municipalités; ils sont uniquement des territoires définis par un règlement du ministère et administrés par ce dernier. Les DSL peuvent être subdivisés en autorités taxatrices, offrant des services complémentaires; il y a environ 50 autorités taxatrices en 2008.
La création des réserves indiennes a commencé en 1840 avec une loi provinciale, la Loi sur les Indiens. Les réserves indiennes sont dirigées par des Premières Nations. Leur fonctionnement est régi par la Loi sur les Indiens, de compétence fédérale.

## Histoire

La paroisse de Shédiac, un exemple extrême de transformation.

### Origines
Créée en 1784, la province fut subdivisée un an plus tard en 8 comtés, maintenant au nombre de 15. Une première municipalité, Saint-Jean, est constituée l'année suivante. Peu après, le gouvernement subdivise les comtés en 36 paroisses; la province en compte actuellement 154. Fredericton devient la deuxième municipalité constituée, en 1848. Des années 1850 jusqu'en 1877, tous les comtés sont constitués en municipalités, ayant chacun un conseil municipal élu. À partir du milieu du XIXe siècle, certaines paroisses ou portions de paroisses sont constituées en municipalités. Ce phénomène se poursuit jusque dans les années 1960
.

### ProgrammeChances égales pour tous

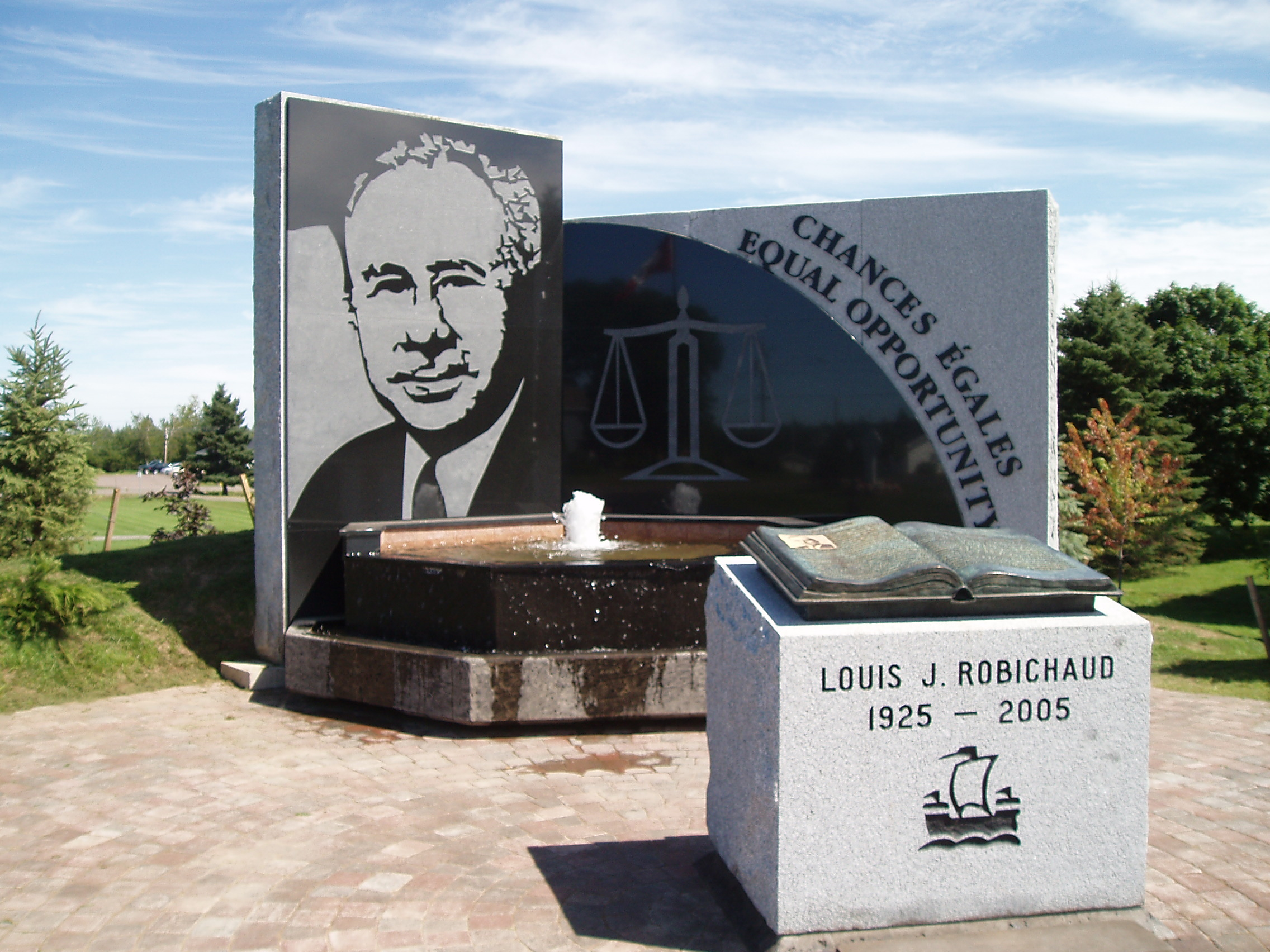
Monument à Louis Robichaud et au programme Chances égales pour tous.

Au XXe siècle, plusieurs comtés éprouvent de graves problèmes financiers. De plus, il y a des inégalités importantes dans la province quant à l'accès aux services sociaux, en particulier pour la population francophone. Les différences entre le taux d'imposition des entreprises nuisent aussi à l'économie de certaines régions. En 1966 et 1967, le gouvernement de Louis Robichaud instaure une réforme de l'administration locale, faisant partie du programme Chances égales pour tous et se fondant sur les recommandations de la Commission royale sur la finance et la taxation municipale, ou Commission Byrne. Les gouvernements de comtés sont dissous mais les autres municipalités ne sont pas touchées par les réformes alors que quelques nouvelles villes ou villages sont constituées. Le gouvernement prend en charge l'évaluation foncière et la facturation de l'impôt foncier et crée une subvention inconditionnelle pour les municipalités. Le champ fiscal de l'impôt foncier va par contre être partagé entre les municipalités et la province. Selon le rapport Finn, ce changement améliore grandement la gouvernance locale. Pour ce qui est des services, ceux considérés comme des « services à la population », tels que l'aide sociale, la justice, la santé et l'éducation, sont transférés au gouvernement provincial, tandis que les municipalités conservent le contrôle sur des services tels que les pompiers, la police, l'aqueduc et les égouts, les loisirs, etc.
Les districts de services locaux (DSL) sont créés en 1967, dans le territoire non constitués en municipalités des anciens gouvernements de comtés; ils sont à l'origine uniquement des entités administrative du gouvernement provincial mais sont graduellement perçus comme des gouvernements locaux.
Le nouveau système d'administration locale demeure essentiellement le même jusqu'en 1995. Un nouveau type de municipalité, la communauté rurale, est alors créé pour combler le manque de poids politique des régions rurales et permettre une meilleure planification du territoire. Le programme Nos collectivités - Notre avenir vise à en informer la population. La première communauté rurale est Beaubassin-Est, constituée en 1995.

### Rapport Finn
Au XXIe siècle, de plus en plus de gouvernements locaux demandent à la province de faciliter les ententes pour le partage de coûts d'installations récréatives majeures.
Le rapport sur la gouvernance locale, présenté le 18 janvier 2008 par le commissaire Jean-Guy Finn, propose de préserver les huit cités et de réduire le nombre des autres municipalités à 53, chapeautées par 12 districts de services régionaux, qui auraient la responsabilité des services tels que la collecte des déchets, le développement économique et la sécurité policière. Jean-Guy Finn affirme que « Cette multiplicité d’entités administratives favorise les dédoublements, la fragmentation, l'inefficacité et l'inefficacité dans l’offre de services, tout en créant des problèmes d'imputabilité, de transparence et de viabilité à l’échelle locale ». L'association francophone des municipalités du N.-B. est favorable aux recommandations, alors que le premier ministre Shawn Graham considère que la situation économique a changé et qu'appliquer les recommandations couterait trop cher.

## Organisation des gouvernements locaux

### Politique

#### Élections
Les élections sont organisées par Élections Nouveau-Brunswick, qui est aussi responsable des élections provinciales.

#### Conseil municipal
Les municipalités sont gouvernées par un conseil municipal composé d'un maire et d'au moins trois conseillers élus au suffrage universel. Le mandat des élus est passé de trois ans à quatre ans en 2004. Par règlement, le conseil peut organiser la municipalité en quartiers, où il y a alors des conseillers de quartier, décider de ne pas avoir de quartiers, où c'est alors des conseillers généraux qui sont élus par toute la population, ou alors d'adopter un système mixte.
Dans le cas où la municipalité est divisée en quartiers, il y a alors des conseillers de quartiers et dans certains cas des conseillers généraux. La cité de Saint-Jean a la particularité d'avoir un conseil communal. Le conseil est élu lors d'élections générales ayant lieu le deuxième lundi de mai à chaque 4 ans, les dernières se sont déroulées le 12 mai 2008,.
Les communautés rurales sont gouvernées par un conseil de communauté rurale, dont le fonctionnement est le même que pour les municipalités.
Les DSL n'ont pas de conseils municipaux mais les citoyens peuvent élire un comité consultatif lors d'une assemblée publique. Les membres de ce comité ont un mandat de deux ans. Le comité n'a aucun pouvoir mais peut conseiller le ministre des Gouvernements locaux, par l'entremise des directeurs des services locaux, quant au budget du DSL. En 2007, seulement 158 DSL avaient un comité consultatif.

#### Maire
Le maire fait le lien entre le conseil et l'administration municipale, en plus d'être généralement le porte-parole de la municipalité. Il est souvent membre de tous les comités. Le maire peut élaborer des politiques. Le maire a pour rôle de surveiller l'application des décisions du conseils. Le maire et le trésorier ont le pouvoir de signature des documents. Le maire a également un rôle cérémoniel. D'autres pouvoirs, comme la nomination de membres aux comités, peuvent lui être accordés par décret ou arrêté du conseil.

#### Partis politiques
Les élections municipales sont non-partisanes. Toutefois, il arrive que certains candidats s'allient de façon officieuse.

### Fonction publique
Les municipalités compte un minimum d'un fonctionnaire[réf. nécessaire] mais les plus grandes en compte plusieurs centaines.

### Finances

#### Revenus
Les municipalités sont financées en grande partie par l'impôt foncier, auquel s'ajoutent la subvention inconditionnelle du gouvernement provincial, la vente de service aux municipalités voisines, les frais d'utilisation ainsi que le frais d'émission de licences et de permis. Dans le cas des DSL, l'impôt foncier représente 96 % du budget, les 4 % restants étant constitués par la subvention inconditionnelle et la vente de services, en particulier la police. De nombreux facteurs influencent la différence dans le budget des municipalités, des communautés rurales et des DSL, tel que l'assiette fiscale et la gamme de services offerts.
Dans le domaine des projets d'immobilisation, les municipalités et communautés rurales peuvent obtenir un prêt de la Commission de financement des municipalités du Nouveau-Brunswick, un organisme du ministère des Finances du Nouveau-Brunswick, à un taux plus bas que celui des autres institutions financières; ces prêts doivent être autorisés par le ministères des Gouvernements locaux, par l'entremise de sa Commission des emprunts de capitaux. Les DSL ne peuvent pas profiter de ce programme mais le budget d'immobilisation provincial alloue environ 500 000 $ à l'achat de matériel d'urgence (excepté les camions de pompiers) et à l'entretien des casernes de pompiers et les installations récréatives. Le remboursement des prêts est financé par l'impôt foncier et, dans le cas des municipalités et communautés rurales, par les frais de services.
| Types de revenus                        | Valeur en millions de dollars canadiens | %    |
| --------------------------------------- | --------------------------------------- | ---- |
| Impôt foncier                           |                                         | 65,4 |
| Subvention inconditionnelles            |                                         | 9,0  |
| Vente d'eau                             |                                         | 8,3  |
| Tarif du service d'égouts               |                                         | 7,4  |
| Recettes non fiscales                   |                                         | 5,1  |
| Autres revenus (fonds d'administration) |                                         | 2,5  |
| Transferts (fonds d'administration)     |                                         | 1,3  |
| Autres revenus                          |                                         | 1,1  |

#### Dépenses
Au niveau des dépenses des municipalités, les services de protection arrivent en première position, suivi du transport et du financement de la dette. Les municipalités reçoivent aussi certaines subventions provinciales et fédérales, permettant notamment la rénovation et la construction d'infrastructures. Pour les communautés rurales et les DSL, la plus grande partie du budget est consacrée à la collecte et à l'élimination des déchets ainsi qu'à la protection contre les incendies.
| Types de dépenses                                      | Valeur en millions de dollars canadiens | %    |
| ------------------------------------------------------ | --------------------------------------- | ---- |
| Services de protection                                 |                                         | 22,6 |
| Services de transport                                  |                                         | 16,2 |
| Services fiscaux à partir du fonds d'administration    |                                         | 14,1 |
| Services d'administration générale                     |                                         | 11,8 |
| Services récréatifs et culturels                       |                                         | 9,3  |
| Services d'hygiène du milieu                           |                                         | 7,5  |
| Approvisionnement en eau                               |                                         | 7,3  |
| Services fiscaux à partir du fonds de services publics |                                         | 6,3  |
| Collecte et élimination des eaux usées                 |                                         | 4,8  |

| Types de dépenses                     | Valeur en millions de dollars canadiens | %    |
| ------------------------------------- | --------------------------------------- | ---- |
| Collecte et élimination des déchets   |                                         | 39,0 |
| Protection contre les incendies       |                                         | 36,0 |
| Aménagement du territoire             |                                         | 8,0  |
| Éclairage des rues                    |                                         | 7,0  |
| Services d'administration générale    |                                         | 6,0  |
| Services communautaires et récréatifs |                                         | 4,0  |

## Services
L'annexe 1 de la Loi sur les municipalités dresse une liste des services pouvant être offerts par les municipalités et les communautés rurales, auxquels s'ajoutent ceux déterminés par d'autres lois; dans les faits, certaines municipalités offrent une gamme encore plus large de services. Seulement deux services sont toutefois obligatoires : la police et la planification des mesures d'urgences, alors que certains autres, comme la protection contre les incendies et l'entretien des rues, sont sous-entendus obligatoires. Les communautés rurales ont eux aussi deux services obligatoires : la planification des mesures d'urgence et l'aménagement du territoire.
Le gouvernement provincial gère les services dans les parties des communautés rurales correspondant à des anciens DSL, et ce jusqu'à ce que la communauté rurale en assume la responsabilité. Le gouvernement est responsable de l'ensemble des services dans les DSL. Les services de base sont la police, la voirie et le contrôle des chiens, auxquels s'ajoutent d'autres services s'ils sont appuyés par un vote lors d'une assemblée publique. La protection contre les incendies est assurée grâce à une variété d'ententes.
Les conseils des municipalités et communautés rurales peuvent voter des règlements touchant les services, en vertu notamment de la Loi sur les municipalités. Un nouveau service dans les DSL doit être approuvé par le Conseil exécutif du Nouveau-Brunswick. Le gouvernement a la possibilité d'élaborer des règlements sur les DSL, qui touchent l'ensemble d'entre eux; peu ont été adoptés, et la plupart touchent le contrôle des chiens et la collecte des déchets.
Les municipalités et communautés rurales peuvent offrir leurs services eux-mêmes, par l'entremise d'une commission, d'une agence, ou d'un organisme créés par la municipalité, par le biais d'organismes ou commissions constitués par le gouvernement provincial, par des ententes avec d'autres gouvernements locaux ou le gouvernement provincial, par des partenariats public-privé ou par des sous-traitants. Il existe plusieurs centaines d'ententes entre les différents gouvernements locaux pour la prestation de services, en général culturels ou de protection contre les incendies, sans qu'il n'existe d'organisation formelle à ce sujet.

### Impôt foncier
Le gouvernement provincial offre les deux services, ou fonctions selon ses termes, d'évaluation foncière et de perception de l'impôt foncier, assurant ainsi une uniformisation sur l'ensemble du territoire.

### Aménagement du territoire
Il existe douze commissions de districts d'aménagement, offrant des services d'aménagement du territoire aux gouvernements locaux tels que l'élaboration des plans de zonage, l'administration et l'application des règlements, le traitement des permis, l'inspection des bâtiments, les services de géographie, la coordination des plans d'aménagement et l'obtention des approbations gouvernementales. La contributions financière des différents gouvernements locaux varie d'une région à l'autre et certaines municipalités décident de gérer elle-même l'aménagement du territoire. La commission du district d'aménagement rural regroupe tous les DSL. Le ministère de l'Environnement du Nouveau-Brunswick est responsable des commissions de district d'aménagement.

### Développement économique
Il existe quinze agences de développement économique communautaires (ADEC), dont le but est de favoriser le développement économique au niveau régional. Le gouvernement fédéral, le gouvernement provincial et une partie des municipalités et communautés rurales financent ces ADEC; les DSL n'y participent pas.

### Électricité
Au Nouveau-Brunswick, l'électricité est produite, transportée et distribuée par Énergie NB, une société de la Couronne. Edmundston, Perth-Andover et Saint-Jean possèdent toutefois leur propre réseau de distribution.

### Gestion des déchets
La province compte douze commissions de gestion des déchets solides. Tous les gouvernements locaux sont tenus d'y contribuer financièrement; les premières nations ont aussi accès à ce services et contribuent aussi à leur financement. Les commissions sont financées à même l'impôt foncier basées sur une redevance par tonne de déchets déversés, ainsi que par les redevances de déversements exigées aux industries, commerces et institutions. Les commissions disposent de six sites d'enfouissement et de cinq stations régionales de transfert.

### Protection contre les incendies
Dans les DSL, les camions de pompiers sont loués au ministère des Transports du Nouveau-Brunswick.

#### Nouveau-Brunswick
- Liste des gouvernements locaux du Nouveau-Brunswick
- Liste des paroisses du Nouveau-Brunswick
- Liste des comtés du Nouveau-Brunswick
- Réorganisations municipales néo-brunswickoises
- Liste des lieux-dits du comté d'Albert
- Liste des lieux-dits du comté de Carleton
- Liste des lieux-dits du comté de Charlotte
- Liste des lieux-dits du comté de Gloucester
- Liste des lieux-dits du comté de Kent
- Liste des lieux-dits du comté de Kings
- Liste des lieux-dits du comté de Madawaska
- Liste des lieux-dits du comté de Northumberland
- Liste des lieux-dits du comté de Queens
- Liste des lieux-dits du comté de Restigouche
- Liste des lieux-dits du comté de Saint-Jean
- Liste des lieux-dits du comté de Sunbury
- Liste des lieux-dits du comté de Victoria
- Liste des lieux-dits du comté de Westmorland
- Liste des lieux-dits du comté d'York